# Nueve de Julio (departement van Santa Fe)
Nueve de Julio (Santa Fe) is een departement in de Argentijnse provincie Santa Fé. Het departement (Spaans:  departamento) heeft een oppervlakte van 16.870 km² en telt 28.273 inwoners.

## Plaatsen in department Nueve de Julio
- Esteban Rams
- Gato Colorado
- Gregoria Pérez de Denis
- Juan de Garay
- Logroño
- Montefiore
- Pozo Borrado
- San Bernardo
- Santa Margarita
- Tostado
- Villa Minetti